# Estação Prazeres
A Estação Prazeres é uma das estações do Metrô do Recife, situada em Jaboatão dos Guararapes, entre a Estação Monte dos Guararapes e a Estação Cajueiro Seco.
Foi inaugurada em 2009.
A estação serve a população que trabalha e reside no município de Jaboatão dos Guararapes. Antes de sua inauguração, não havia nenhuma opção rápida de transporte público para o centro do Recife, Boa Viagem e Olinda. 
É uma das estações mais movimentadas da linha Sul do Metrô do Recife. Está ligada ao Terminal Integrado Prazeres.
A Estação Prazeres possui plataforma central e localiza-se próximo ao centro comercial do bairro.

## Terminal Integrado (SEI)
A estação faz integração com 5 linhas de ônibus:
- 065 – Piedade / TI Prazeres (Borborema Imperial)
- 075 – Curcurana / TI Prazeres (Borborema Imperial)
- 110 -  Ibura / TI Prazeres (Empresa Metropolitana)
- 161 - TI Aeroporto / TI Prazeres (Borborema Imperial)
- 206 - TI Barro / TI Prazeres (Jordão) (Borborema Imperial)